# 滨河比利亚韦德
滨河比利亚韦德是西班牙安达卢西亚自治区塞维利亚省的一个市镇。总面积41平方公里，总人口6377人（2001年），人口密度156人/平方公里。